# Hamid Ghafurijan
Hamid Ghafurijan (pers.  حمید غفوریان) – irański zapaśnik w stylu wolnym. Zdobył brązowy medal na mistrzostwach Azji w 1987 roku.